# L3 (mikrojądro)
L3 – mikrojądro (ang. microkernel) działające pod komputerami Intela x86. L3 został zaprojektowany tak, by był chudym jądrem, a cechowała go głównie szybkość, łatwość użycia mechanizmu stronicowania i mechanizm ochrony domen systemowych. L3 jest poprzednikiem L4. Oba jądra zostały zaprojektowane przez Jochena Liedtke.